# Пол Вайсс
Пóл (Пауль) Вайсс (нім. Paul Weiß, англ. Paul Weiss, 9 квітня 1911, Заган, Німецька Імперія — 19 січня 1991, Детройт, США) — німецький і британський математик і фізик-теоретик, один з піонерів методики канонічного квантування у теорії поля.

## Біографія
Пол Вайсс народився у місті Заган у німецькій частині Сілезії у багатій єврейській родині, пов'язаній із промисловими колами. У 1929—1933 роках здобув освіту у Геттінгенському університеті, де став учнем Макса Борна, а також у Парижі та Цюриху, з перервою на навчальний 1930/31 рік, коли працював шкільним викладачем. Після приходу нацистів до влади Борн залишив Німеччину і запросив Вайсса до Кембриджського університету, куди той прибув восени 1933 року (його мати та сестра до цього часу вже переїхали до Англії). Після від'їзду Борна до Единбурга молодий учений працював під керівництвом Поля Дірака та у 1936 році захистив докторську дисертацію на тему «Поняття сполучених змінних у варіаційному обчисленні для обчислення кратних інтегралів і його застосування у фізиці квантування полів» (англ. The Notion of Conjugate Variables in the Calculus of Variations for Multiple Integrals and its Application to the Quantisation of Field Physics).
Після захисту дисертації Вайсс ще два роки залишався у Кембриджі, зокрема у навчальному 1937/38 році читав курс квантової електродинаміки. Потім були два семестри, проведені у Королівському університеті Белфастіу, де він читав лекції з математичної механіки. Після початку Другої світової війни вже 5 вересня 1939 року Вайсс висловив бажання працювати на національну оборону. Однак він тоді ще не мав британського громадянства, тому 12 травня 1940 року, під час візиту до Кембриджу, був інтернований й у липні відправлений до спеціального табору у Квебеку. Тут він поряд з багатьма колегами (Макс Перуц, Герман Бонді, Вальтер Гайтлер, Клаус Фукс) читав лекції в імпровізованому університеті, організованому інтернованими вченими. Тим часом сестра Вайсса Гелена за допомогою Товариства захисту науки й освіти зробила ряд кроків для повернення брата додому; на його підтримку виступили Борн, Дірак, Пауль Евальд, Ральф Фаулер й інші колеги. Нарешті, у грудні 1940 року було ухвалено рішення звільнити Вайсса, і у січні 1941 року він залишив табір.
У лютому 1941 року Вайсс обійняв посаду викладача прикладної математики в Вестфілд-коледжі (входить до Лондонського університету) й обіймав її до 1950 року. У серпні 1946 року вчений подав прохання про набуття громадянства і в червні наступного року став британським підданим. У 1950—1951 роках він деякий час працював в Інституті перспективних досліджень у Принстоні, а незабаром остаточно переїхав до США та до 1957 року працював прикладним математиком у компанії General Electric. Одним із напрямів його роботи у цей час було використання методів дослідження операцій для розв'язання ділових проблем. У 1958—1960 роках Вайсс був співробітником авіаційної корпорації Avco, поки не приєднався до математичного факультету Університету Вейна у Детройті, де продовжував працювати до своєї смерті у 1991 році.

## Сім'я
Під час роботи у Лондоні Вайсс одружився з Марлізе Оппа (Marliese Oppa), у них було двоє дітей; вони також усиновили родича дружини, який вижив у Бельзенському концтаборі. Дочка Вайсса Рут (Ruth Weiss) працювала програмістом у Лабораторіях Белла. Його сестра Гелена (Helene Weiss) була фахівцем зі стародавньої філософії та творчості Мартіна Гайдеггера, у якого навчалася свого часу. Інша сестра, Гертруда (Gertrud Weiss), була одружена з відомим психологом Куртом Левіном.

## Наукова діяльність
У дисертації та кількох наступних публікаціях Вайсс розробив схему канонічного квантування у теорії поля, зокрема, отримав узагальнені комутаційні співвідношення для польових змінних. Його інтереси стосувалися насамперед побудови загального математичного формалізму для квантування польових теорій. Метод Вайсса (так званий parameter formalism), заснований на аналізі параметрів, які позначають довільні гіперповерхні, був використаний Діраком наприкінці 1940-х років для створення теорії канонічного квантування гамільтонових систем зі зв'язками, а пізніше — для розробки канонічного квантування гравітації (насамперед у роботах Пітера Бергмана та Брайса Девітта).
Під час роботи у Белфасті Вайсс написав велику статтю, у якій дав кватерніонний запис рівнянь спеціальної теорії відносності та рівнянь руху зарядженої частинки, яка випромінює електромагнітне випромінювання.

## Основні публікації
- Weiss P. On the quantization of a theory arising from a variational principle for multiple integrals with application to Born's electrodynamics // Proceedings of the Royal Society A. — 1936. — Т. 156 (27 березня). — С. 192—220. — DOI:10.1098/rspa.1936.0143.
- Weiss P. On the Hamilton-Jacobi theory and quantization of a dynamical continuum // Proceedings of the Royal Society A. — 1938. — Т. 169 (27 березня). — С. 102—119. — DOI:10.1098/rspa.1938.0197.
- Weiss P. On the Hamilton-Jacobi theory and quantization of generalized electrodynamics // Proceedings of the Royal Society A. — 1938. — Т. 169 (27 березня). — С. 119—133. — DOI:10.1098/rspa.1938.0198.
- Weiss P. On some applications of quaternions to restricted relativity and classical radiation theory // Proceedings of the Royal Irish Academy A. — 1941. — Т. 46 (27 березня). — С. 129—168.